# Francis Wilfred de Guingand
Francis Wilfred de Guingand (Londra, 28 febbraio 1900 – Cannes, 29 giugno 1979) è stato un generale britannico.

## Biografia
Nel 1939, alla vigilia della seconda guerra mondiale, divenne assistente militare del segretario di Stato per la Guerra, Leslie Hore-Belisha. Dopo aver ottenuto altri delicati incarichi, nel 1942 fu nominato direttore dell'informazione militari nel Medio Oriente. Fu in quell'occasione che conobbe il generale Bernard Law Montgomery: sebbene i due fossero di indole assolutamente diversa, divennero amici e collaboratori. Montgomery lo nominò suo Capo di Stato Maggiore nell'Ottava Armata e il loro sodalizio continuò per tutta la durata della seconda guerra mondiale anche quando Montgomery  passò ad incarichi sempre più importanti.
Nel 1944 divenne infatti Capo di Stato Maggiore del 21º gruppo di armate  nell'Europa nord-occidentale e si rivelò un abilissimo tramite tra Montgomery e il generale Eisenhower nella fase finale del conflitto mondiale.